# Aceite de vaporización para tractor

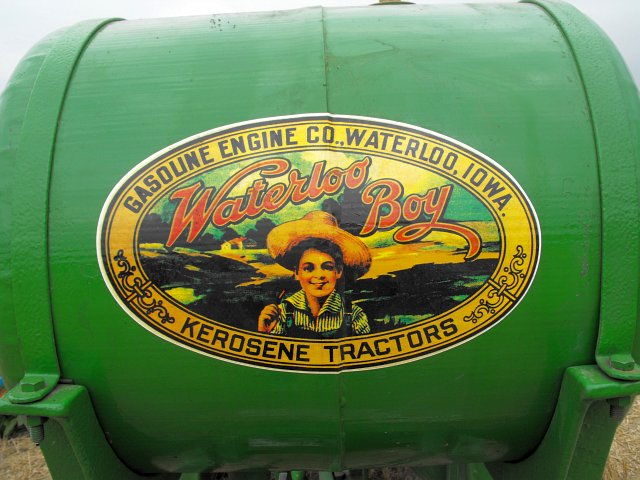
Tanque de parafina en el tractor Waterloo Boy, producido por John Deere, 1919-1920.

El aceite de vaporización para tractor (tractor vaporising oil, TVO) es un combustible para motores de gasolina-queroseno. Hoy en día se produce y emplea en cantidades limitadas. Después de la Segunda Guerra Mundial fue usualmente empleado en el Reino Unido y en Australia como combustible para tractores, hasta que los tractores propulsados por motores diésel se volvieron más comunes a partir de la década de 1960. En inglés australiano era llamado queroseno de poder (power kerosene). 

## Historia
El aceite de vaporización para tractor existía desde hace quince años antes de ser ampliamente utilizado. Una publicación de 1920 lo menciona como un producto de la British Petroleum. Pero no fue hasta fines de la década de 1930 que empezó a ser ampliamente utilizado. El tractor Ferguson TE20 de la posguerra, diseñado específicamente para emplearse en las granjas británicas, era propulsado por el motor de gasolina Standard de cuatro cilindros en línea. Aunque se llevó a cabo una campaña para la reintroducción de la gasolina sin impuestos para los agricultores, que había sido impositada durante la guerra, esta no tuvo éxito. Perkins Engines suministró algunas conversiones con motor diésel que podían emplear el gasóleo rojo libre de impuestos.
En los primeros tractores Fordson Modelo N, la válvula que hacía el cambio de gasolina al aceite de vaporización estaba marcaba con G para gasolina y K para queroseno (kerosene). En el Reino Unido, el aceite de vaporización para tractor era usualmente llamado TVO.

## Cifra octánica
El aceite de vaporización para tractor fue desarrollado como un sustituto de la gasolina. El queroseno era usualmente empleado como combustible para calefacción de hogares y no estaba impositado. Además el queroseno tiene una baja cifra octánica y puede dañar un motor de gasolina. La producción del queroseno implica la retirada de los hidrocarburos aromáticos de lo que hoy se vende como aceite de calefacción. Estos hidrocarburos aromáticos tienen una mayor cifra octánica, por lo que al añadirlos de forma controlada al queroseno se obtiene el aceite de vaporización para tractor. La cifra octánica final del aceite de vaporización para tractor estaba entre 55 y 70. 
| Combustible | Cifra octánica | Notas |
| ----------- | -------------- | ----- |
| Gasolina    | 98             | -     |
| Queroseno   | 15-20          | -     |
| Parafina    | 0              | -     |
| Gasóleo     | 0              | -     |

| Gasolina (ppv) | Aceite de calefacción (ppv) | Cifra octánica |
| -------------- | --------------------------- | -------------- |
| 1              | 0                           | 98             |
| 2              | 1                           | 72             |
| 1              | 1                           | 59             |
| 1              | 2                           | 46             |
| 0              | 1                           | 20             |

- ppv = parte por volumen

Las palabras parafina y queroseno son frecuentemente intercambiadas, pero las tablas sugieren que esto es incorrecto porque tienen diferentes cifras octánicas. Sin embargo, el queroseno y el aceite de calefacción tienen cifras octánicas similares. La parafina, el queroseno y la gasolina son definidos de forma vaga. Por ejemplo, la gasolina puede tener una cifra octánica entre 88 y 102. 

## Modificaciones al motor

### Relación de compresión
Como el aceite de vaporización para tractor tiene una menor cifra octánica que la gasolina, el motor precisa una menor relación de compresión. En la versión con motor de gasolina-queroseno del tractor Ferguson TE20, la culata fue rediseñada para reducir la relación de compresión a 4,5:1. Esto reducía la potencia, por lo cual el diámetro del cilindro fue incrementado a 85 mm para restaurar la potencia. La versión con motor de gasolina tenía una relación de compresión de 5,77:1 y cilindros con un diámetro de 85 mm en las primeras versiones.

### Vaporizador
En la práctica, el aceite de vaporización para tractor tenía la mayoría de las propiedades del queroseno, incluyendo la necesidad de calentarlo para propiciar la vaporización. En consecuencia, el colector de escape y el colector de admisión fueron adaptados para que más calor del primero calentase al segundo. Esta disposición era llamada vaporizador. Para encender el motor del tractor, se añadió un pequeño tanque secundario que contenía gasolina. El motor era encendido con gasolina y una vez que se había calentado, se pasaba al aceite de vaporización o al queroseno. Mientras el motor del tractor era empleado en tareas pesadas, como arar o remolcar una carga, el aceite de vaporización ardería bien. Cuando el motor del tractor era empleado en tareas ligeras, como ir por carretera sin accesorios, se utilizaba gasolina.  

### Rejilla móvil del radiador
Algunos modelos de tractores incluían una rejilla móvil del radiador que podía restringir el paso del aire, lo cual incrementaba la temperatura del motor y facilitaba su arranque. Si la rejilla móvil se dejaba cerrada, se corría el riesgo de dañar el motor, especialmente en climas cálidos.

## Terminología
El término motor de gasolina-queroseno es empleado con frecuencia para describir un motor que utiliza aceite de vaporización para tractor. Esto puede interpretarse como:
- El uso de dos combustibles, encendiendo el motor con gasolina y después pasando al aceite de vaporización para tractor.
- El uso de una mezcla de gasolina y querosene como sustituto del aceite de vaporización para tractor.

## Suministro
El aceite de vaporización para tractor fue retirado del mercado en el Reino Unido en 1974. Una aproximación a la especificación correcta se puede hacer mezclando gasolina y aceite de calefacción. En el Reino Unido hay una excepción que permite el uso de queroseno y fueloil rebajados en automóviles antiguos.

## Combustible destilado estadounidense
En Estados Unidos se producía un combustible similar, llamado destilado. De menor calidad que el aceite de vaporización para tractor, su cifra octánica variaba entre 33 y 45. La producción de tractores que empleaban destilado cesó hacia 1956, cuando los tractores propulsados por motores de gasolina y motores diésel colmaron el mercado estadounidense de maquinarias agrícolas.